# Torill Eide
Torill Eide (født 24. februar 1950 i Oslo) er en norsk forfatter, mest kendt for sine børne- og ungdomsbøger. Hun udgav sin første bog, Ville så gjerne fortelle om sommeren i 1979. Hun er oversat til flere sprog og har vundet flere priser, blandt andet Brageprisen i 1993. Frem til 1988 skrev hun under navnet Torill Smith-Simonsen.

## Priser og udmærkelser
- Nordisk ungdomsbok-konkurranse for debutanter for Ville så gjerne fortelle om sommeren (1978)
- Kultur- og vitenskapsdepartementets premiering – Litteraturpremie for Forhold (1984)
- Österreichischer Kinder- und Jugendbuchpreis – Ehrenliste for Wir könnten Schwestern sein (tysk udgave af Forhold) (1989)
- Österreichischer Kinder- und Jugendbuchpreis for Ich und Jonna (tysk udgave af Huletur) (1991)
- Österreichischer Kinder- und Jugendbuchpreis for Ein Sehnen nach etwas (tysk udgave af Blå vår) (1992)
- Brageprisen for Skjulte ærend (1993)
- Österreichischer Kinder- und Jugendbuchpreis for Östlich der Sonne, Westlich des Mondes (tysk udgave af Skjulte ærend) (1995)